# Jakob III. (Mallorca)
Jakob III. von Mallorca (katalanisch: Jaume III de Mallorca; * 5. April 1315 in Catania; † 25. Oktober 1349 in Llucmajor), genannt „der Kühne“ (katal.: el Temerari), war von 1324 bis 1344/49 König von Mallorca, Graf von Cerdanya und Roussillon sowie Herr von Montpellier aus dem Haus Barcelona.

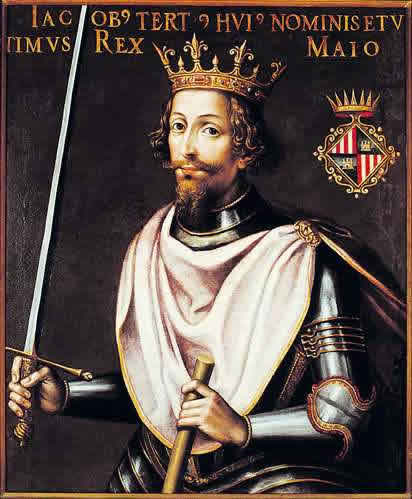
Jakob III. von Mallorca

## Leben
Jakob war der einzige Sohn des Infanten Ferdinand von Mallorca, des dritten Sohnes des Königs Jakob II., und der Isabel de Sabran, Gräfin von Matagrifó. Er wurde früh Waise, nachdem sein Vater bei dem Versuch, das Fürstentum Achaia in Griechenland zu erobern, 1316 von seinen Feinden geschlagen und getötet wurde. Jakob wurde von dem Chronisten Ramon Muntaner nach Perpignan gebracht, an den Hof seines Onkels König Sancho, wo er in der Obhut seiner Großmutter Esclarmunda von Foix erzogen wurde. Da der Onkel keine legitimen Kinder hatte, wurde Jakob von diesem als sein Thronfolger eingesetzt und folge ihm schließlich 1324 nach. Aufgrund seiner Unmündigkeit führte für Jakob zunächst ein weiterer Onkel, Infant Philipp, die Regierung.
Jakob war mit Ansprüchen Aragóns auf den mallorquinischen Thron konfrontiert, die vorerst mit Hilfe des Papstes abgewendet wurden, musste jedoch 1327 Jakob II. von Aragón und 1329 Alfons IV. von Aragón den Lehnseid leisten. Dem König Philipp VI. von Frankreich huldigte er 1331 für Montpellier. Nach dem Regierungsantritt Peters IV. von Aragón lebten die aragonesischen Ansprüche allerdings wieder auf. In einem 1342 begonnenen Prozess wurde Jakob im Februar 1343 wegen Konspiration mit Feinden Aragóns schuldig gesprochen und ihm in der Folge sein Besitz aberkannt. Noch im selben Jahr landeten aragonesische Truppen auf Mallorca und schlugen Jakobs Truppen bei Santa Ponça, 1344 fielen auch das Roussillon und die Cerdanya in die Hände Aragóns und Jakob floh nach Frankreich. Hier verkaufte er 1349 Montpellier für 120.000 Goldtaler an den französischen König, um die Rückeroberung Mallorcas zu finanzieren. Seine Ambitionen endeten mit seinem Tod in der Schlacht von Llucmajor, Mallorca fiel endgültig an Aragón. Sein Leichnam wurde zunächst in der Kathedrale von Valencia bestattet, später in die Kathedrale La Seu in Palma überführt.
Jakobs Kinder hielten bis 1403 an ihren Ansprüchen auf das Königreich Mallorca fest, konnten diese jedoch nicht durchsetzen.

## Nachkommen
Er heiratete 1336 Konstanze von Aragón (1322–1346), die Tochter von König Alfons IV. Aus der Ehe stammten Jakob IV., der 1363 Königin Johanna I. von Neapel heiratete, sowie eine Tochter Isabella (1337–1406), die mit Markgraf Johann II. von Montferrat verheiratet war.
Aus der zweiten Ehe mit Violante von Villaragut, 1347, stammte nur eine jung verstorbene Tochter Esclaramunda (1348–1349).

## Anmerkung
1. ↑  
Jakob III. wird gelegentlich auch mit der Ordnungszahl „II.“ genannt, wenn der erste König von Mallorca Jakob I. von Aragón in der Zählung nicht mit berücksichtigt wird.

| Vorgänger | Amt                               | Nachfolger                                 |
| --------- | --------------------------------- | ------------------------------------------ |
| Sancho I. | König von Mallorca 1324–1344/1349 | Mallorca fällt an Aragón (König Peter IV.) |

| Personendaten    | Personendaten                                  |
| ---------------- | ---------------------------------------------- |
| NAME             | Jakob III.                                     |
| ALTERNATIVNAMEN  | Jakob III. von Mallorca; Jaume III de Mallorca |
| KURZBESCHREIBUNG | König von Mallorca                             |
| GEBURTSDATUM     | 5. April 1315                                  |
| GEBURTSORT       | Catania                                        |
| STERBEDATUM      | 25. Oktober 1349                               |
| STERBEORT        | Llucmajor                                      |